# Leuciscus chuanchicus
Leuciscus chuanchicus är en fiskart som först beskrevs av Kessler, 1876.  Leuciscus chuanchicus ingår i släktet Leuciscus och familjen karpfiskar. IUCN kategoriserar arten globalt som livskraftig. Inga underarter finns listade i Catalogue of Life.